# Cryme Tyme
Cryme Tyme was een professioneel worstelteam dat actief was in de World Wrestling Entertainment (WWE). Dit team bestond Shad en JTG.

## In worstelen
- Afwerking bewegingen
  - G9 (Samoan drop (Gaspard) / Running corkscrew neckbreaker (JTG) combinatie)

- Kenmerkende bewegingen
  - Aided Splash
  - Powerbomb (Gaspard) / Diving corkscrew neckbreaker (JTG) combinatie

- Managers
  - Eve

## Kampioenschappen en prestaties
- Ohio Valley Wrestling
  - OVW Southern Tag Team Championship (2 keer)